# Hans Henning Ørberg
Hans Henning Ørberg (Store Andst, 21 de abril de 1920-Grenaa, 17 de febrero de 2010) fue un lingüista y profesor de latín danés.

## Biografía
Hijo del párroco Carl Emil Ørberg y su esposa Frida Therkelsen Nyborg. Entre 1940 y 1945 trabajó como asistente de taquigrafía en el parlamento danés (Rigsdagen). En 1946 se licenció en la Universidad de Copenhague en inglés, francés y latín, dedicando gran parte de su vida a la enseñanza de estas lenguas en escuelas de enseñanza secundaria de su país natal, de 1946 a 1952 y de 1961 hasta su jubilación en 1988. Entre 1953 hasta 1961 trabajó en el Naturmetodens Sproginstitut, instituto donde, siguiendo las teorías lingüísticas de Otto Jespersen se enseñan las lenguas según el método directo y natural de aprendizaje. En 1955 publicó la primera edición de un nuevo curso de latín, llamado Lingua Latina secundum naturae rationem explicata, el cual ha sido revisado en diversas ocasiones hasta la edición más moderna y definitiva de 1990 titulada Lingua latina per se illustrata.
Tras su jubilación dirigió la editorial Domus Latina y dio conferencias sobre el método natural por Europa y Estados Unidos.

## Lingua latina per se illustrata
Esta obra está basada en el método inductivo-contextual, por el cual el estudiante, sin conocimiento previo del idioma a estudiar, es capaz de comprender el texto e ir asimilando su estructura gramatical de forma natural e intuitiva. Cada palabra tiene sentido dentro de su contexto, eliminando la frontera de la memorización masiva de significados descontextualizados que generan confusión en el estudiante y, además, problemas de traducción. En este sistema no hace falta diccionario.
El curso consta de dos partes: Familia Romana y Roma Aeterna, además de una serie de textos clásicos que, por medio de ilustraciones y modificaciones, consiguen entenderse sin diccionarios y por el contexto, al haber terminado el primero o segundo curso. Este método está muy difundido entre los aficionados al estudio del latín vivo.